# Allai Sharqi
Ali al-Sharky (arabiska علي الشرقي) är en liten stad i provinsen Maysan i sydöstra Irak. Staden är belägen vid Tigris, cirka 60 kilometer nordväst om al-Amara.